# Cooperadores Parroquiales de Cristo Rey
La Congregación de Cooperadores Parroquiales de Cristo Rey (oficialmente en latín: Congregatio Cooperatorum Paroecialium Christi Regis) es una congregación religiosa católica clerical de vida apostólica y de derecho pontificio, fundada por el sacerdote jesuita español Francisco de Paula Vallet, en Barcelona, en 1928. A los religiosos de este instituto se les conoce como padres cooperadores o cooperadores parroquiales y posponen a sus nombres las siglas C.P.C.R.

## Historia

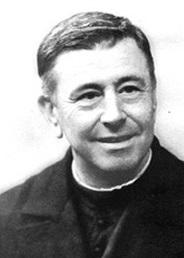
Francisco de Paula Vallet (1883-1947), jesuita español, fundador de la congregación de los padres cooperadores.

La congregación fue fundada por el sacerdote español Francisco de Paula Vallet, de la Compañía de Jesús, el 3 de mayo de 1928, en la ciudad de Barcelona. Luego de haberse dedicado por completo a la predicación de los ejercicios espirituales según el método de Ignacio de Loyola, sintió la necesidad de un formar un grupo de sacerdotes que se dedicaran a este tipo de misión en las parroquias.
En España las cosas no resultaron como el fundador lo había planteado, debido a la situación política del país. Por esta razón la primera casa oficial del instituto fue abierta en Salto (Uruguay). Vallet estableció su residencia en Valence (Francia) en 1934. En esta ciudad nació la rama femenina de la congregación. La primera casa en territorio español se fundó en 1945, en Madrid.
El instituto fue aprobado por el obispo de Valence, Joseph-Martin Urtasun, el 27 de octubre de 1954, como congregación clerical de derecho diocesano. El 23 de junio de 1979 fue elevada al rango de congregación de derecho pontificio, mediante Decretum laudis, del 23 de junio de 1979, del papa Pablo VI.

## Organización
La Congregación de Cooperadores Parroquiales de Cristo Rey es un instituto religioso clerical de derecho pontificio centralizado, cuyo gobierno es ejercido por un superior general. La casa central o curia general tiene su sede en Pozuelo de Alarcón.
Los padres cooperadores se dedican a la renovación espiritual de las parroquias, a través de la evangelización de los adultos, la predicación de ejercicios espirituales y a las obras pastorales parroquiales. Estos religiosos observan con particular rigor el voto de pobreza, viven de limosnas y no reciben pago alguno por su ministerio. Tampoco les está permitido recibir herencias.
En 2015, el instituto contaba con unos 143 religiosos, de los cuales 107 eran sacerdotes, distribuidos en 19 comunidades, presentes en Argentina, Chile, España, Francia, República Democrática del Congo, Suiza y Uruguay.